# جاسم السعيدي
جاسم السعيدي ولد في 1957 هو نائب نيابي سلفي بحريني سابق، حيث كان يمثل دائرة انتخابية في مدينة الرفاع الشرقي من 2002 إلى 2014.
بعد أن تم منعه من الترشح في انتخابات 2002 عن جمعية الأصالة الإسلامية السلفية لكونه قرر السعيدي الترشح في الانتخابات مستقلا.
تشمل الحملات الأخرى من مقترحاته فصل الجنسين في المجتمع البحريني وتطبيق الشريعة الإسلامية واستبدال مدافن دلمون غير الإسلامية ببيوت فاخرة. في عام 2003 اضطر للاعتذار لمجلي النواب بعد أن حاول منع الشيعة من عقد الاحتفال بالذكرى السنوية لوفاة الحسين بن علي والتي تأخذ عادة مكان في الشوارع فتعطل حركة المرور.
في فبراير 2006 دعا السعيدي لإزالة لافتات وضعت حول البحرين من قبل جمعية التنوير الإسلامية الشيعية لأنها تدعو إلى الطائفية. رد رجل الدين الشيعي البارز عيسى قاسم ردا على السعيدي: «لا تزال معركة كربلاء مستمرة ما بين الجانبين في الوقت الحاضر وفي المستقبل. سيظل الناس منقسمين إما في مخيم الحسين أو في مخيم يزيد. لذا يتوجب على الناس اختيار المخيم الخاص بهم».